# سیارک ۴۱۱۳
سیارک ۴۱۱۳ (به انگلیسی: 4113 Rascana، نامگذاری:1982BQ) چهار هزار و صد و سیزدهمین سیارک کشف شده‌است که در ۱۸ ژانویه ۱۹۸۲ کشف شد.
قدر مطلق سیارک برابر ۱۳٫۶۰ است.